# Campeonato Europeo de Curling Femenino de 2015
El XLI Campeonato Europeo de Curling Femenino se celebró en Esbjerg (Dinamarca) entre el 19 y el 28 de noviembre de 2015 bajo la organización de la Federación Mundial de Curling (WCF) y la Federación Danesa de Curling.
Las competiciones se realizaron en la Granly Hockey Arena de la ciudad danesa.

## Tabla de posiciones
| Pos | Equipo    | G | P | G–P |
| --- | --------- | - | - | --- |
| 1   | Rusia     | 8 | 1 | –   |
| 2   | Escocia   | 7 | 2 | –   |
| 3   | Finlandia | 6 | 3 | 1–0 |
| 4   | Dinamarca | 6 | 3 | 0–1 |
| 5   | Suecia    | 5 | 4 | –   |
| 6   | Suiza     | 4 | 5 | 1–0 |
| 7   | Alemania  | 4 | 5 | 0–1 |
| 8   | Noruega   | 3 | 6 | –   |
| 9   | Estonia   | 1 | 8 | 1–0 |
| 10  | Hungría   | 1 | 8 | 0–1 |

## Cuadro final
|  | Semifinales | Semifinales |   |           | Final        | Final |  |
|  |             |             |   |           |              |       |  |
|  |             |             |   |           |              |       |  |
|  | Rusia       | 6           |   |           |              |       |  |
|  | Dinamarca   | 5           |   |           |              |       |  |
|  |             |             |   |           |              |       |  |
|  |             |             |   |           |              |       |  |
|  |             |             |   |           | Rusia        | 6     |  |
|  |             | Escocia     | 4 |           |              |       |  |
|  |             |             |   |           |              |       |  |
|  |             |             |   |           |              |       |  |
|  |             |             |   |           | Tercer lugar |       |  |
|  |             |             |   |           |              |       |  |
|  | Escocia     | 9           |   | Dinamarca | 8            |       |  |
|  | Finlandia   | 7           |   |           | Finlandia    | 10    |  |

## Medallistas
| Evento | Oro                                                                                            | Plata                                                                   | Bronce                                                                                     |
| ------ | ---------------------------------------------------------------------------------------------- | ----------------------------------------------------------------------- | ------------------------------------------------------------------------------------------ |
| Equipo | Rusia · Anna Sidorova · Margarita Fomina · Alexandra Rayeva · Nkeiruka Yezej · Alina Kovaliova | Escocia Eve Muirhead Anna Sloan Victoria Adams Sarah Reid Rachel Hannen | Finlandia · Oona Kauste · Milja Hellsten · Maija Salmiovirta · Marjo Hippi · Jenni Räsänen |